# Vúdú

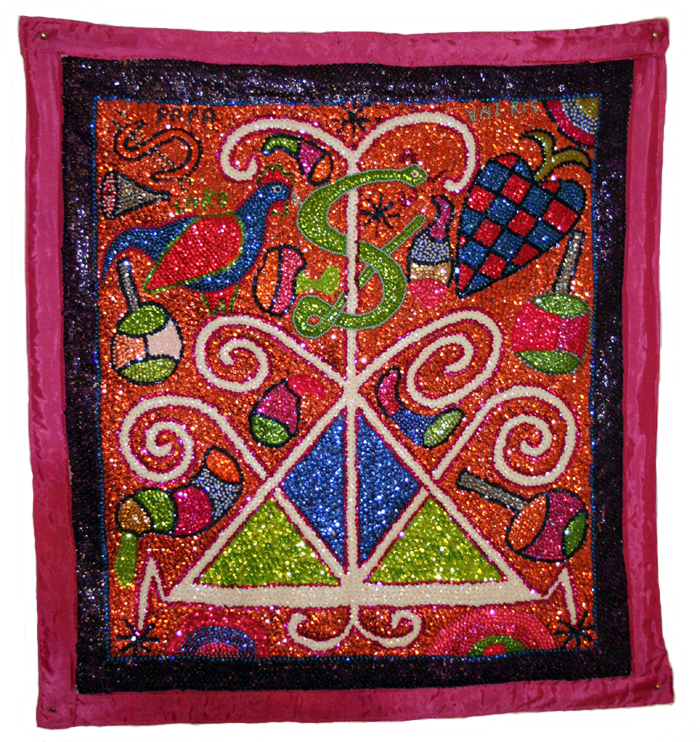
Vévé vytvořené jako vlajka umělcem Georgem Valrisem

Vúdú (pod vlivem angličtiny psáno také voodoo, francouzskou transkripcí vaudou) je synkretistické náboženství pocházející z karibského státu Haiti, který se také nazývá Sevi Lwa, „služba lwa“. Obsahuje v sobě především prvky polytheistické tradice západní Afriky (hlavně beninského náboženství vodun a nigerijského jorubského náboženství) a římského katolicismu. Je však také ovlivněno náboženstvím indiánských kmenů Karibů a Arawaků, svobodným zednářstvím, martinismem a dílem Eliphase Léviho. Obvykle je praktikováno zároveň s katolickým křesťanstvím, ale získalo popularitu i mezi vyznavači jiných náboženství.
Vúdú se také udrželo v haitské diaspoře. V Dominikánské republice a na Kubě tak vzniklo Vodu Dominicano a Vodu Cubano tvořící synkrezi vúdú, santería a spiritismu. Rozšířilo se také do amerických měst, kde také vznikla specifická varianta Louisaina Voodoo. V ČR se praktikování autentického haitského vúdú věnují spíše malé skupiny osob nebo jednotlivci.

## Historie
Historie vúdú začala rokem 1697, kdy Španělé postoupili západní Hispaniolu Francii a ti do své nové kolonie začali dovážet černé otroky z Afriky. Kruté zacházení s otroky vedlo k častým vzpourám a útěkům, uprchlíci nacházeli útočiště v horách a vytvářeli komunitu Maroonů. V ní se zachovávaly původní africké tradice i víra. Začala být společně uctívána božstva různých afrických kmenů, například kmenů Fon a Ewe z Dahomeje (dnešního Beninu) nebo Jorubů z dnešní Nigérie. V této víře se objevily i prvky náboženství přeživších Indiánů, měly vliv například na obrazce vévé a představu oplzlých duchů mrtvých Ghede. Svůj vliv měl samozřejmě i římský katolicismus, protože podle Code Noir měli otrokáři povinnost křtít své otroky. Přestože otroci byli v křesťanské víře vyučováni minimálně, velký dojem v nich vyvolala katolická ikonografie, a tak vyznavači vúdú převzali svaté jako symboly svých lwa, třeba sv. Patrik s hadem se stal symbolem Damballaha a Mater Dolorosa symbolem Ezili Fredy. Někteří svatí byli sami považováni za mocné přímluvce a stali se prakticky pro vúdúisty lwa. Posledním vlivem bylo svobodné zednářství, jehož iniciační obřady nahradily tradici tajných společností v původní africké společnosti.

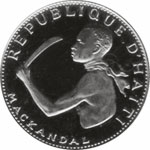
Houngan François Mackandal na haitské minci

Kolonisté se snažili toto náboženství potlačovat, zakazovali svým otrokům účastnit se tanců a houngani a mamby (kněží a kněžky) byli krutě popravováni. Houngan François Mackandal vedl v letech 1751 až 1758 rozsáhlou vzpouru a 14. srpna 1791 ho následoval houngan Dutty Boukman. Na tyto vzpoury navázal historicky nejvýznamnější obřad vúdú na Haiti, kterým byl Bwa Kayiman v srpnu 1791. Při rituálu byl Ezili Dantor obětován vepř, poté lwa posedla kněžku a všichni přítomní přísahali, že budou bojovat za svobodu. Tak začala haitská válka o nezávislost kterou dovedl do konce Jean-Jacques Dessalines (podle většiny pramenů také houngan). Po nástupu k moci však vydal dekrety vúdú zakazující.
V době americké intervence na Haiti (od roku 1915) se objevily první stereotypy okolo vúdú, jako kanibalismus, chodící mrtvoly a orgie za zvuků bubnů. Proti tomuto náboženství se silně postavila jak katolická církev, tak protestantští misionáři. V té době se však také o vúdú začali zajímat vědci, například antropolog Melville J. Herskovits ve svém díle The Myth of the Negro Past (Mýtus o černošské minulosti, 1941) které dokazovalo, že haitské náboženství si zachovává původní africké vlivy, nebo Tell My Horse: Voodoo and Life in Haiti and Jamaica (Řekni mému koni: Voodoo a život na Haiti a Jamajce, 1937) folkloristky Zory Hurston. Zapadly ovšem mezi senzachtivými publikacemi a horrory. Pod vlivem amerických okupantů, kteří nerozlišovali mezi mulaty a černochy, se k haitským kořenům, včetně vúdú, začala obracet i místní mulatská elita. Na toto obrození měl vliv především François Duvalier, budoucí prezident Haiti, a jeho kolektiv umělců a intelektuálů Les Griots. I po svém nástupu k moci se Duvalier otevřeně hlásil k vúdú a jeho soukromá milice používala symboly tohoto náboženství.
V 90. letech s nástupem prezidenta Aristida, který při své inauguraci přivítal přední houngany a mamby, začala oficiální moc nahlížet na vúdú pozitivně. Vzhledem k tomu že náboženská tradice Haiti láká do země mnoho turistů, je pravděpodobné, že tomu tak zůstane i nadále.

## Bondye a lwa

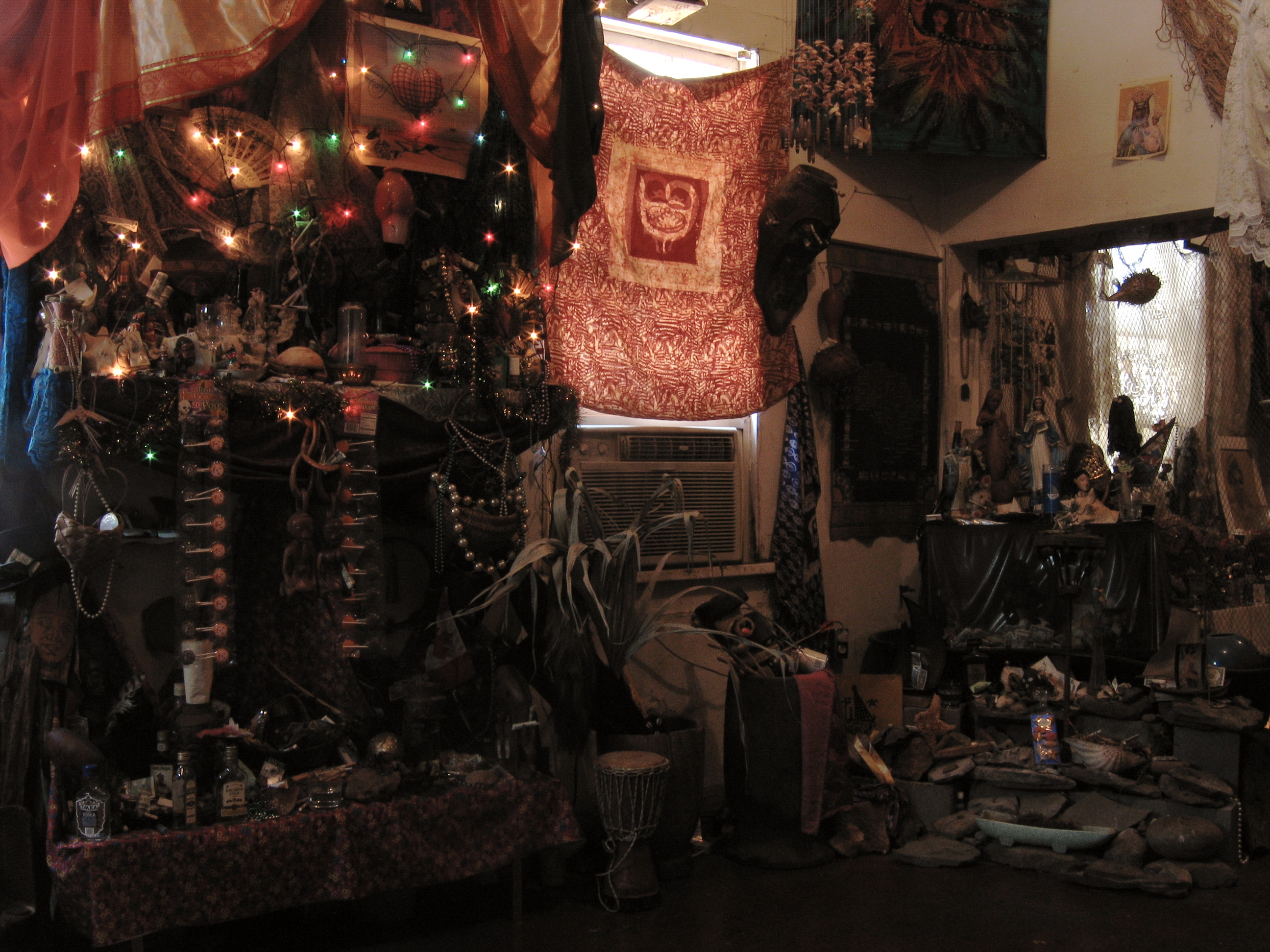
Vúdúistická svatyně v New Orleansu

Vúdú uznává jediného boha, kterého nazývá Bondye (z francouzského Bon Dieu „Dobrý Bůh“). Lwa, anděly a svaté považuje za jeho služebníky. Bondye stvořil svět, ale pak své dílo předal do rukou svých sluhů a je nyní vzdálený a nedosažitelný. Ačkoliv tento koncept bývá někdy označován za křesťanský, tak odpovídá mnohým africkým náboženstvím, z kterých vúdú vzešlo. Proto afričtí otroci snadno chápali úlohu svatých jako přímluvců u Boha v římském katolicismu. Většina vyznavačů vúdú se proto pokládá za katolíky.
Ústředním bodem vúdú jsou pak duchové zvaní lwa. Nejsou pokládáni za bohy, ale služebníky Boha, vyznavači vúdú jim slouží a na oplátku očekávají že oni budou sloužit jim. Lwa se dělí na několik rodin, kterých je pravděpodobně 21, mezi které patří především mírní lwa Rada, lwa Naga, prudcí lwa Petwo a duchové mrtvých zvaní lwa Ghede.
Každý vyznavač vúdú má své duchy, z nichž jeden je každému jedinci nejbližší (tzv. met tet). Každý však může vyznávat i mnoho ostatních duchů a ani met tet nemusí být jeho hlavním duchem. Lwa však nelze vzývat libovolně, ale na základě povahy či osudu, jaké duchy vzývat lze zjistit při obřadu nebo ve snu. Jsou vzýváni také duchové pokrevních předků, někteří lwa jsou ostatně zbožštění lidé (například Agassou, někdejší král Dahomeje).

## Kult
Většina vyznavačů není zasvěcena; zasvěcení není k službě lwa nezbytné. Zasvěcenci neboli kněží jsou zodpovědní za zachovávání rituálů a písní a udržování dobrých vztahů mezi duchy a lidskou společností. Je jim svěřena hlavní role při službě všem duchům v dané rodině. Kněžím se říká houngan, kněžkám mambo. Níže postavení jsou „hounsi“, zasvěcenci, kteří pomáhají kněžím při obřadech. Důležitou součástí kultu jsou také obrazce vévé a rituální chřestidla asson a cha-cha. Rituály se konají také ve svatyních zvaných peristyl.
Haitská rodinná bohoslužba začíná až několikadenní složitou přípravou, kdy se staví oltář, rituálně připravuje a vaří drůbež a jiná jídla. Obřad se zahajuje několik katolických modliteb a písní ve francouzštině; pokračuje litanií v kreolštině a některém africkém jazyce, jež se obrací ke všem evropským a africkým svatým a lwa, které domácnost uctívá; a poté následuje veršovaná modlitba ke všem hlavním duchům domu, zvaná priyé gine neboli africká modlitba. Po dalších úvodních písních přicházejí písně pro všechny jednotlivé duchy (první z nich je pozdravem duchovi bubnu zvanému hounto); začíná se rodinou Legba, pokračuje přes rodinu Rada a po přestávce začíná část bohoslužby věnovaná rodině Petwo, která končí písněmi pro rodinu Ghede. Při zpěvu písní přicházejí jednotliví lwa a navštěvují

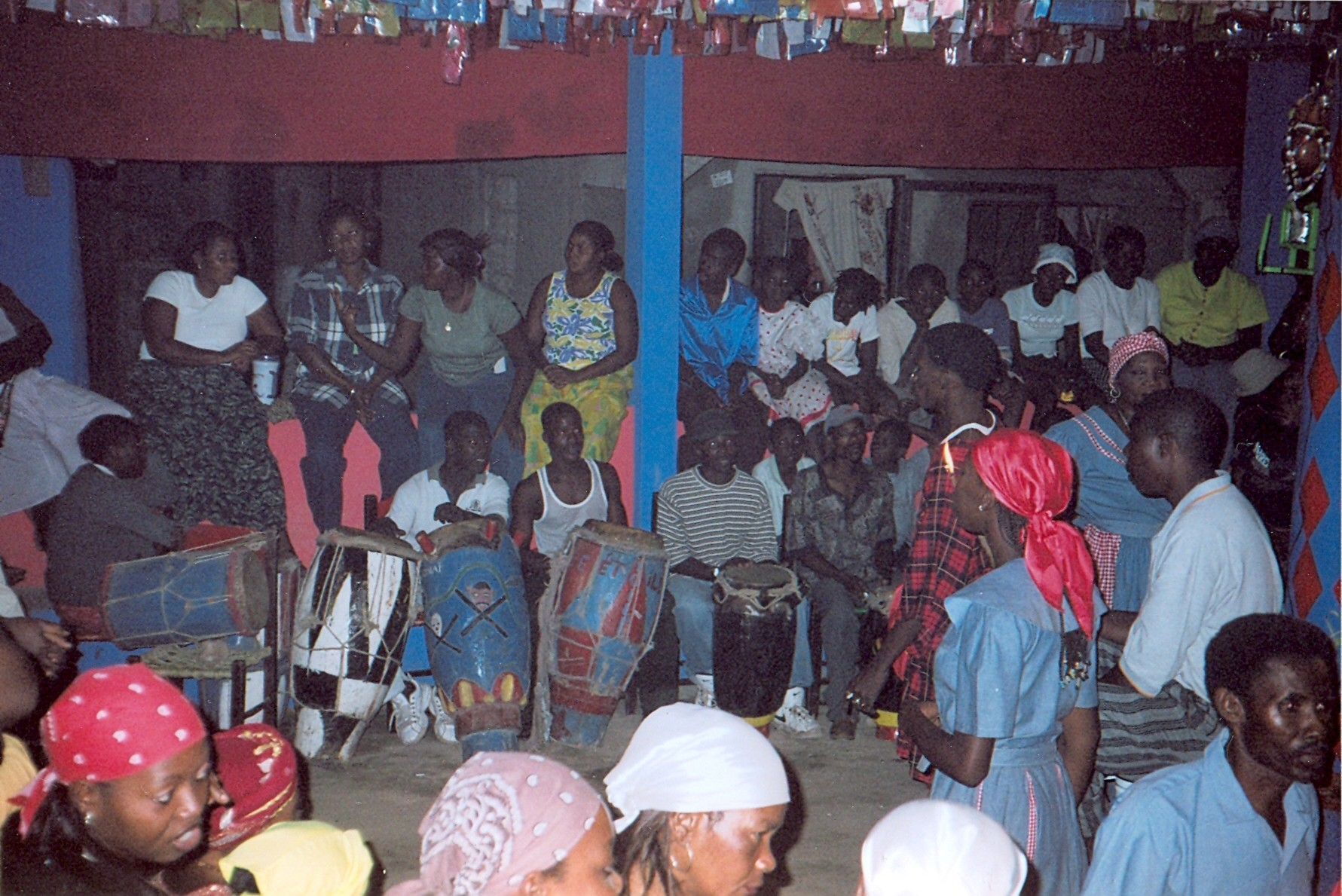
Vúdúistická slavnost

shromáždění tak, že posedají jednotlivé přítomné a mluví a jednají jejich prostřednictvím. Každý lwa vyslechne pozdrav od přítomných zasvěcenců a předává výklady, rady a duchovní útěchu těm, kdo jej požádají o pomoc. Obřad trvá mnoho hodin až do rána dalšího dne.
V každém domě vyznavačů je vyhrazen jeden nebo více stolů předkům a lwa, na němž jsou obrázky a sošky, voňavky, jídlo a další věci, které mají ti kteří lwa rádi. Minimální vybavení představuje bílá svíce a sklenice vody, případně květiny. V den příslušného svatého či lwa se zapálí svíce, odříká modlitba Otčenáš a Zdrávas Maria a pozdrav Papa Legbovi. Ten otevře bránu ke konkrétnímu duchovi, se kterým se poté hovoří. S vlastními předky nemusí vyznavač hovořit prostřednictvím Papa Legby, protože jsou takzvaně „jeho krve“.

## Mylné představy
Vúdú bývá často mylně považováno na základě různých pověr za temný kult a formu „černé magie“. V lidovém povědomí je s ním spojená především představa zombie a propichování panenek. Zombie pochází už z původních afrických náboženství a na Haiti se jedná o nevýznamnou součást magických představ, která ostatně souvisí s činností bokora, černokněžníka, ne kněze vúdú. Používání panenek se objevuje v magii celého světa a to především pro léčení na základě určování tlakových bodů jako v akupresuře. V haitském vúdú se nepoužívají, ačkoliv Louisiana Voodoo je užívá. Do obecného povědomí se spojení těchto praktik s náboženstvím vúdú dostalo nejspíše prostřednictvím horrorových filmů.